# دیردر دوک
دیردر دوک (انگلیسی: Deirdre Duke؛ زادهٔ ۹ ژوئن ۱۹۹۲) بازیکن فوتبال است.